# 貝氏鱂
貝氏鱂為輻鰭魚綱鯉齒目鯉齒亞目鯉齒鱂科的其中一種，被IUCN列為瀕危保育類動物，分布於中美洲墨西哥Laguna Chichancanab流域，體長可達5公分，棲息在中底層水域。

## 擴展閱讀
維基物種上的相關：貝氏鱂